# فهرست آثار ملی شهرستان فیروزآباد
فهرست آثار ملی شهرستان فیروزآباد بخشی از آثار ملی استان فارس در ایران است.
آثار ثبت‌شده شهرستان در این فهرست شامل ۸۷ اثر است.

## فهرست
| کد ثبتی | نام                               | شهر       | موقعیت جغرافیایی | طول و عرض جغرافیایی | سال ثبت    | قدمت                                       | نگاره            |
| ------- | --------------------------------- | --------- | --- | ------------------- | ---------- | ------------------------------------------ | ---------------- |
| ۱۶      | گنبد آتشکده فراشبند               | فیروزآباد | |                     | ۱۳۱۰/۰۶/۲۴ | اشکانی (پارت) ـ ساسانی                     |                  |
| ۱۷      | مکان گور قدیم (شهر گور)           | فیروزآباد | |                     | ۱۳۱۰/۰۶/۲۴ | اشکانی (پارت) ـ ساسانی ـ اسلامی ـ سلجوقیان |                  |
| ۸۸      | بنای کوچکی با گنبد (آتشکده فراشب) | فیروزآباد | در مغرب فیروزآباد |                     | ۱۳۱۰/۱۰/۱۵ | ساسانی                                     |                  |
| ۸۹      | قصر ساسانی (کاخ اردشیر آتشکده)    | فیروزآباد | |                     | ۱۳۱۰/۱۰/۱۵ | صفویه                                      |                  |
| ۹۰      | پل ساسانی                         | فیروزآباد | |                     | ۱۳۱۰/۱۰/۱۵ | ساسانی                                     | پل ساسانی        |
| ۲۶۸     | دو نقش برجسته                     | فیروزآباد | |                     | ۱۳۱۵/۱۲/۱۲ | ساسانی                                     |                  |
| ۲۶۹     | قلعه دختر                         | فیروزآباد | شش کیلومتری شمال شهر کنونی فیروزآباد |                     | ۱۳۱۵/۱۲/۱۲ | ساسانی                                     |                  |
| ۲۸۹     | آتشکده ساسانی (فیروزآباد) منار    | فیروزآباد | در مرکز شهر قدیمی جور، گور، |                     | ۱۳۱۶/۰۹/۲۹ | ساسانی                                     |                  |
| ۹۳۹     | نقش‌برجسته پارتی                   | فیروزآباد | ۶۵ کیلومتری جنوب شرقی فیروزآباد |                     | ۱۳۵۴/۰۹/۱۰ | اشکانی (پارت)                              |                  |
| ۱۰۰۳    | امامزاده اسماعیل میمند            | فیروزآباد | بخش میمند |                     | ۱۳۵۳/۰۷/۲۱ | سلجوقیان                                   |                  |
| ۲۳۴۹    | آرامگاه سید داود فهلوی            | فیروزآباد | کیلومتر۲۰ جاده فیروزابادبه فراشبند |                     | ۱۳۷۸/۰۳/۱۷ | قرن ۷ ق                                    |                  |
| ۲۷۹۰    | پل تاریخی دوره ساسانی             | فیروزآباد | غرب شهر گورفاصله ۵۰۰ متری دروازه بهرام                                                                                                  |                     | ۱۳۷۹/۰۷/۱۶ | ساسانی                                     |                  |
| ۲۹۵۵    | تل رمه رچر                        | فیروزآباد | ۷ ک روستای خوش آب و جاده آباد |                     | ۱۳۷۹/۱۰/۲۸ | اسلامی                                     |                  |
| ۳۲۶۷    | تل جنگی                           | فیروزآباد | شهرستان فیروز آباد، ۳ کیلومتری فراشبند دربین زمین‌های کشاورزی فراشبند                                                                    |                     | ۱۳۷۹/۱۲/۲۵ | تاریخی                                     |                  |
| ۳۲۷۰    | مجموعه تپه‌های دهرو                | فیروزآباد | شهرستان فیروز آباد، جنوب روستای دهرو |                     | ۱۳۷۹/۱۲/۲۵ |                                            |                  |
| ۴۵۰۸    | مسجد جامع میمند                   | فیروزآباد | شهرستان فیروزآباد، بخش میمند، داخل شهر                                                                                                  |                     | ۱۳۸۰/۱۰/۱۱ | قاجاریه                                    |                  |
| ۴۵۰۹    | تل گاوی                           | فیروزآباد | شهرستان فیروزآباد، بخش میمند، یک کیلومتری بعد از دو راهی میمند بطرف شیراز، جنوب روستای چنار سوخته                                       |                     | ۱۳۸۰/۱۰/۱۱ | قرون اولیه اسلامی                          |                  |
| ۴۵۱۰    | مجموعه تپه‌ها و کاروان‌سرای فتح‌آباد | فیروزآباد | شهرستان فیروز آباد، بخش مرکزی، روستای فتح‌آباد، دو کیلومتری ورودی تنگ اقر                                                                |                     | ۱۳۸۰/۱۰/۱۱ | قرن ۴ ق                                    |                  |
| ۴۵۱۱    | تل اشرفی                          | فیروزآباد | ۳ کیلومتری فیروزآباد، فراشنبد، سمت چپ بین زمین‌های زراعی قطب آباد                                                                        |                     | ۱۳۸۰/۱۰/۱۱ | قرون اولیه اسلامی                          |                  |
| ۴۵۱۲    | قلعه گبری دژگاه                   | فیروزآباد | شهرستان فیروزآباد، ۷۵ کیلومتری فراشبند، منطقه دژگاه، روستای دهرم                                                                        |                     | ۱۳۸۰/۱۰/۱۱ | اواخر ساسانی ـ قرون اولیه اسلامی           |                  |
| ۴۵۳۴    | چهارطاقی کنار سیاه                | فیروزآباد | شهرستان فیروزآباد، بخش مرکزی، بعد ز گردنه سلبکی منطقه کنار سیاه                                                                         |                     | ۱۳۸۰/۱۰/۱۱ | ساسانی                                     |                  |
| ۴۵۳۵    | تل حسین‌آباد                       | فیروزآباد | شهرستان فیروزآباد، بخش مرکزی، بعد از گردنه براسبه، سمت چپ جاده روستای حسین‌آباد                                                          |                     | ۱۳۸۰/۱۰/۱۱ | ساسانی                                     |                  |
| ۴۷۳۴    | کاروان‌سرای بابانجم                | فیروزآباد | شهرستان فیروزآباد، بخش قیرو کارزین، کیلومتری ۳۵ جاده قیر به هنگام، ۷۰۰متر بعد ازکمپ شرکت نفت                                            |                     | ۱۳۸۰/۱۱/۲۳ | صفویه                                      |                  |
| ۴۷۳۵    | گورستان بابانجم                   | فیروزآباد | شهرستان فیروزآباد، بخش قیروکارزین، کیلومتری ۳۵ از جاده قیر به هنگام                                                                     |                     | ۱۳۸۰/۱۱/۲۳ | اسلامی                                     |                  |
| ۴۷۳۶    | امامزاده بابا نجم                 | فیروزآباد | شهرستان فیروزآباد، بخش قیروکارزین، کیلومتری ۳۵ جاده قیربه قیربه هنگام، ۷۰۰ متر به بعد از کمپ شرکت نفت                                   |                     | ۱۳۸۰/۱۱/۲۳ | صفویه                                      |                  |
| ۴۷۳۷    | آسیاب تاریخی شهر قیر              | فیروزآباد | شهرستان فیروزآباد، بخش قیروکازین، ورودی شهر قیراز طرف فیروزآباد، سمت راست جاده                                                          |                     | ۱۳۸۰/۱۱/۲۳ | اسلامی                                     |                  |
| ۴۹۰۱    | تل قلعه حسن‌آباد                   | فیروزآباد | استان فارس، جاده فیروز آباد به شیراز، بخش میمند، غرب روستای جووکان                                                                      |                     | ۱۳۸۰/۱۲/۱۹ | تاریخی ـ اسلامی                            |                  |
| ۵۰۳۳    | باغ نارنجی                        | فیروزآباد | شهرستان فیروز آباد، کوی مطهری (درویشان) جنب مسجد النبی                                                                                  |                     | ۱۳۸۰/۱۲/۲۵ | صفویه                                      |                  |
| ۶۰۸۲    | تل دشقاب                          | فیروزآباد | شهرستان فیروز آباد، بخش کوار، کیلومتر ۸ جاده اکبر آباد به جهرم، روستای مظفری                                                            |                     | ۱۳۸۱/۰۵/۰۸ | تاریخی                                     |                  |
| ۶۰۸۳    | جاده ساسانی                       | فیروزآباد | فارس، کیلومتر ۳ جاده فیروز آباد به شیراز، سمت جاده، دامنه کوه شرف به رودخانه فیروز آباد                                                 |                     | ۱۳۸۱/۰۵/۰۸ | ساسانی                                     |                  |
| ۶۰۸۴    | تل شهید                           | فیروزآباد | شهرستان فیروز آباد، بخش قیروکازرین، کیلومتر ۵ جاده قیر به هنگام مشرف به باغ حمزه روستا                                                  |                     | ۱۳۸۱/۰۵/۰۸ | تاریخی                                     |                  |
| ۶۷۸۰    | حمام تاریخی میمند                 | فیروزآباد | فارس، شهرستان فیروز آباد، بخش میمند، جنب مسجد جامع میمند                                                                                |                     | ۱۳۸۱/۱۰/۱۰ | قاجاریه                                    |                  |
| ۷۱۸۷    | تل پلیس راه                       | فیروزآباد | شهرستان فیروز آباد، بخش مرکزی، روستای سرمیدان، ۱۰۰ متر مانده به پلیس راه                                                                |                     | ۱۳۸۱/۱۱/۱۲ | تاریخی                                     |                  |
| ۷۱۸۸    | تل بهرام اختشان قره خانی موصلو    | فیروزآباد | شهرستان فیروز آباد، بخش مرکزی، کیلومتر ۳۵ جاده فیروز آباد به قیر و کارزین، دست چپ جاده، شهرک موصل                                       |                     | ۱۳۸۱/۱۱/۱۲ | تاریخی ـ اسلامی                            |                  |
| ۷۱۸۹    | چهارطاقی کهنارو                   | فیروزآباد | شهرستان فیروز آباد، بخش مرکزی، روستای شهید دستغیب، ۲۲۰ متری شرق پاسگاه امامزاده                                                         |                     | ۱۳۸۱/۱۱/۱۲ | ساسانی                                     |                  |
| ۷۱۹۰    | کاروان‌سرای تنگاب                  | فیروزآباد | شهرستان فیروز آباد، جاده فیروز آباد به شیراز، کیلومتر ۳ فیروز آباد به تنگاب                                                             |                     | ۱۳۸۱/۱۱/۱۲ | ساسانی                                     |                  |
| ۷۱۹۱    | تل قلعه رودبال                    | فیروزآباد | شهرستان فیروز آباد، بخش مرکزی، جنوب روستای رودبال                                                                                       |                     | ۱۳۸۱/۱۱/۱۲ | قرن ۷ ق                                    |                  |
| ۷۱۹۲    | غار گاوی                          | فیروزآباد | شهرستان فیروز آباد، بخش مرکزی، کیلومتر ۷ جاده فیروز آباد به شیراز، داخل محوطه تنگاب                                                     |                     | ۱۳۸۱/۱۱/۱۲ | پیش از تاریخ                               |                  |
| ۷۱۹۳    | کتیبه آب سنج                      | فیروزآباد | شهرستان فیروز آباد، بخش مرکزی، دست چپ تأسیسات سازمان آب فیروز آباد                                                                      |                     | ۱۳۸۱/۱۱/۱۲ | اسلامی                                     |                  |
| ۷۱۹۴    | تنوره آسیابهای فتح‌آباد عرب        | فیروزآباد | شهرستان فیروز آباد، بخش مرکزی، روستای فتح‌آباد عرب، ۲۰۰ متری ورودی تنگ                                                                   |                     | ۱۳۸۱/۱۱/۱۲ | قاجاریه                                    |                  |
| ۷۱۹۵    | محوطه تنگ مهرک                    | فیروزآباد | شهرستان فیروز آباد، بخش مرکزی، کیلومتر دو جاده فیروز آباد به قیر و کارزین دست چپ جاده مشرف به دشت ر                                     |                     | ۱۳۸۱/۱۱/۱۲ | تاریخی                                     |                  |
| ۷۱۹۶    | تل چهار طاقی                      | فیروزآباد | شهرستان فیروز آباد، بخش مرکزی، روستای شهید دستغیب، به فاصله ۲۰۰ متری شرق پایگاه انتظامی امامزاده                                        |                     | ۱۳۸۱/۱۱/۱۲ | تاریخی                                     |                  |
| ۷۱۹۷    | تپه چاه کپنگ                      | فیروزآباد | شهرستان فیروز آباد، بخش قیر، جاده غربی به طرف بابا نجم بعد از تأسیسات شرکت نفت                                                          |                     | ۱۳۸۱/۱۱/۱۲ | تاریخی                                     |                  |
| ۷۱۹۸    | تل حاجی محمد باغشاهی              | فیروزآباد | شهرستان فیروز آباد، بخش مرکزی، کیلومتر ۱۲ جاده فتح‌آباد به اقر روستای فتح‌آباد عرب                                                        |                     | ۱۳۸۱/۱۱/۱۲ | تاریخی                                     |                  |
| ۷۱۹۹    | کاروان‌سرای منوچهر خان موصلو       | فیروزآباد | شهرستان فیروز آباد، کیلومتر ۳۵ جاده فیروز آباد به قیرو کارزین، دست چپ جاده در شهرک موصلوها                                              |                     | ۱۳۸۱/۱۱/۱۲ | قرن ۴ و ۵ ق                                |                  |
| ۷۲۰۰    | تل شیرزاد                         | فیروزآباد | شهرستان فیروز آباد، بخش مرکزی، کیلومتر ۷ جاده اقر به دالان در بین زمین‌های زراعتی فتح‌آباد عرب                                            |                     | ۱۳۸۱/۱۱/۱۲ | اسلامی                                     |                  |
| ۹۸۲۰    | چهاربرجی بابانجم                  | فیروزآباد | شهرستان فیروزآباد، بخش مرکزی، دهستان جایدشت، منطقه بابانجم، دو کیلومتربعد از بقعه بابانجم سمت چپ                                        |                     | ۱۳۸۲/۰۶/۱۱ | صفویه                                      |                  |
| ۹۸۲۱    | چاه دو عدد حوضچه بابانجم          | فیروزآباد | شهرستان فیروز آباد، بخش مرکزی، دهستان جایدشت، مطقه بابانجم، بعد از بقعه بطرف روستای خبیص                                                |                     | ۱۳۸۲/۰۶/۱۱ | صفویه                                      |                  |
| ۹۸۲۲    | دوبرجی بابانجم                    | فیروزآباد | شهرستان فیروز آباد، بخش مرکزی، دهستان جایدشت، بعد از بقعه بابانجم به طرف روستای خبیص                                                    |                     | ۱۳۸۲/۰۶/۱۱ | صفویه                                      |                  |
| ۹۸۲۳    | تپه بابا نجم                      | فیروزآباد | شهرستان فیروز آباد، بخش مرکزی، دهستان جایدشت، بعد از بقعه بابانجم به طرف روستای خبیص                                                    |                     | ۱۳۸۲/۰۶/۱۱ | صفویه                                      |                  |
| ۹۸۲۴    | برج بابانجم                       | فیروزآباد | شهرستان فیروز آباد، بخش مرکزی، دهستان جایدشت، منطقه بابانجم، سمت چپ جاده خبیص                                                           |                     | ۱۳۸۲/۰۶/۱۱ | صفویه                                      |                  |
| ۹۸۲۵    | حمام بابانجم                      | فیروزآباد | شهرستان فیروز آباد، بخش مرکزی، دهستان جایدشت، منطقه بابانجم، دو کیلومتربعد از بقعه، سمت چپ جاده                                         |                     | ۱۳۸۲/۰۶/۱۱ | صفویه                                      |                  |
| ۱۰۵۱۲   | تل سرآب                           | فیروزآباد | شهرستان فیروز آباد، بخش مرکزی، غرب روستای دولت‌آباد بین زمین‌های زراعتی                                                                   |                     | ۱۳۸۲/۰۸/۰۲ | اسلامی                                     |                  |
| ۱۰۵۱۳   | تل قلعه قلات (جایدشت)             | فیروزآباد | شهرستان فیروز آباد، بخش مرکزی، دهستان جایدشت بر روی قلات جایدشت                                                                         |                     | ۱۳۸۲/۰۸/۰۲ | اسلامی                                     |                  |
| ۱۰۵۱۴   | تل پیر شمس الدین                  | فیروزآباد | شهرستان فیروز آباد، بخش مرکزی، بین زمین‌های زراعتی قطب آباد                                                                              |                     | ۱۳۸۲/۰۸/۰۲ | اسلامی                                     |                  |
| ۱۰۵۱۵   | تل قصر عاصم                       | فیروزآباد | شهرستان فیروز آباد، بخش میمند، شمال روستای ابراهیم‌آباد، بین زمین‌های منابع ملی                                                           |                     | ۱۳۸۲/۰۸/۰۲ | اسلامی                                     |                  |
| ۱۰۵۱۶   | تل سرمیدان                        | فیروزآباد | شهرستان فیروز آباد، بخش مرکزی، غرب روستای سرمیدان، بین زمین‌های زراعتی سرمیدان، غرب باغ منصور رستاقی                                     |                     | ۱۳۸۲/۰۸/۰۲ | اسلامی                                     |                  |
| ۱۰۵۱۷   | تل آب بو گندو                     | فیروزآباد | شهرستان فیروز آباد، بخش مرکزی، جنوب شرقی روستای دولت‌آباد، بین زمین‌های کشاورزی                                                           |                     | ۱۳۸۲/۰۸/۰۲ | تاریخی ـ اسلامی                            |                  |
| ۱۰۵۱۸   | تل دشت موک                        | فیروزآباد | شهرستان فیروز آباد، بخش میمند، شمال روستای موک                                                                                          |                     | ۱۳۸۲/۰۸/۰۲ | اسلامی                                     |                  |
| ۱۰۵۱۹   | تل منصورآباد                      | فیروزآباد | شهرستان فیروز آباد، بخش مرکزی، دو کیلومتری روستای دولت‌آباد، مشرف به رودخانه فیروز آباد                                                  |                     | ۱۳۸۲/۰۸/۰۲ | اسلامی                                     |                  |
| ۱۰۵۲۰   | قلات حسن‌آباد                      | فیروزآباد | شهرستان فیروز آباد، بخش مرکزی، دهستان جایدشت، جنوب جاده منشعب از جاده اصلی فیروز آباد به قیر                                            |                     | ۱۳۸۲/۰۸/۰۲ | ساسانی                                     |                  |
| ۱۰۵۲۱   | امامزاده عبدالله                  | فیروزآباد | شهرستان فیروز آباد، بخش مرکزی، دو کیلومتری روستای دولت‌آباد، سمت راست جاده در بین زمین‌های زراعی                                          |                     | ۱۳۸۲/۰۸/۰۲ | اسلامی ـ زندیه                             |                  |
| ۱۰۵۲۲   | قلات زنگویه                       | فیروزآباد | شهرستان فیروز آباد، بخش مرکزی، دهستان جایدشت، روستای قلات زنگویه                                                                        |                     | ۱۳۸۲/۰۸/۰۲ | اسلامی ـ قرن ۷ ق                           |                  |
| ۱۰۵۲۳   | تل تنگ دهو                        | فیروزآباد | شهرستان فیروز آباد، بخش مرکزی، دهستان جایدشت، شرق روستای تنگ دهو                                                                        |                     | ۱۳۸۲/۰۸/۰۲ | اشکانی (پارت) ـ ساسانی                     |                  |
| ۱۰۵۲۴   | تل شیخ بابا علی                   | فیروزآباد | شهرستان فیروز آباد، بخش مرکزی، دهستان جایدشت، روستای رودبال                                                                             |                     | ۱۳۸۲/۰۸/۰۲ | ساسانی ـ اسلامی                            |                  |
| ۱۳۵۱۲   | بقایای قلعه آبدوزویه              | فیروزآباد | شهرستان فیروزآباد، بخش مرکزی، دهستان جایدشت، مجاورت روستای لشکر موصلو                                                                   |                     | ۱۳۸۴/۰۷/۲۳ | ساسانی ـ صدراسلام                          |                  |
| ۱۳۵۱۳   | بقایای قلعه دزاکویه               | فیروزآباد | شهرستان فیروزآباد، بخش مرکزی، دهستان جایدشت، کنار جاده منتهی به روستای فتح‌آباد                                                          |                     | ۱۳۸۴/۰۷/۲۳ | اسلامی                                     |                  |
| ۱۳۵۱۴   | برکه ده برم                       | فیروزآباد | شهرستان فیروزآباد، بخش مرکزی، شهر فراشنبد، روستای ده برم                                                                                |                     | ۱۳۸۴/۰۷/۲۳ | ساسانی                                     |                  |
| ۱۳۵۱۵   | برکه‌های تنگ دهویه                 | فیروزآباد | شهرستان فیروزآباد، بخش مرکزی، دهستان چایدشت، تنگ دهویه                                                                                  |                     | ۱۳۸۴/۰۷/۲۳ | ساسانی                                     |                  |
| ۱۴۲۳۷   | امامزاده اسماعیل                  | فیروزآباد | شهرستان فیروزآباد، بخش مرکزی، شمال شرقی روستای دولت‌آباد                                                                                 |                     | ۱۳۸۴/۱۱/۰۹ | قرن ۷ ق                                    |                  |
| ۱۵۵۴۹   | تل قلعه قلات                      | فیروزآباد | شهرستان فیروزآباد، بخش مرکزی، دهستان جایدشت، بر روی ارتفاعات، سمت راست جایدشت معروف به قلات                                             |                     | ۱۳۸۵/۰۳/۱۷ | اوایل اسلام                                |                  |
| ۱۵۵۹۸   | تپه سرآب                          | فیروزآباد | شهرستان فیروزآباد، بخش مرکزی، دهستان احمدآباد، غرب روستای دولت‌آباد، مشرف به رودخانه فیروزآباد                                           |                     | ۱۳۸۵/۰۳/۱۷ | قرن ۷ ه. ق                                 |                  |
| ۱۵۹۹۶   | تل آرامگاه                        | فیروزآباد | شهرستان فیروزآباد، بخش میمند، دهستان خواجه‌ای، بعد از دوراهی روستای سیرزجان قدیم                                                         |                     | ۱۳۸۵/۰۵/۲۴ | قرن هفتم هجری قمری                         |                  |
| ۱۹۲۴۱   | گورستان کاکاعلی                   | فیروزآباد | شهر فیروز آباد، خ نظامی، چهارراه نظامی، حسینیه قاسم ابن الحسن                                                                           |                     | ۱۳۸۶/۰۵/۰۱ | قرن ۷ ه. ق                                 |                  |
| ۱۹۳۱۷   | سنگ‌نوشته مهرنرسه                  | فیروزآباد | شهرستان فیروزآباد، بخش مرکزی، دهستان احمدآباد، روستای آتشکده، کیلومتری ۵ جاده فیروزآباد به شیراز، جنب نقش برجسته تاجگذاری اردشیر بابکان |                     | ۱۳۸۶/۰۵/۰۱ | ساسانی                                     | سنگ‌نوشته مهرنرسه |
| ۱۹۷۱۱   | نقاره خانه تنگاب                  | فیروزآباد | شهرستان فیروزآباد، بخش مرکزی، دهستان احمدآباد، روستای آتشکده، کیلومتری ۶ جاده فیروزآباد                                                 |                     | ۱۳۸۶/۰۶/۲۸ | ساسانی                                     |                  |
| ۱۹۷۱۲   | خرفخانه‌های ابراهیم‌آباد            | فیروزآباد | شهرستان فیروزآباد، بخش میمند، دهستان خواجه‌ای، روستای ابراهیم‌آباد، شمال گاوداری آقای نصیری                                               |                     | ۱۳۸۶/۰۶/۲۸ | ساسانی                                     |                  |
|         | قلعه دختر                         | فیروزآباد | شهرستان فیروزآباد، بخش مرکزی، رودخانه تنگاب                                                                                             |                     |            | دوره ساسانیان                              |                  |
|         | آتشکده(کاخ ساسانیان)              | فیروزآباد | شهرستان فیروزآباد، بخش مرکزی،روستای موردستان                                                                                            |                     |            | دوره ساسانیان                              |                  |
|         | چهارطاقی                          | فیروزآباد | شهرستان فیروزآباد، بخش مرکزی، ابتدای جاده فیروزآبا به جم                                                                                |                     |            | دوره ساسانیان                              |                  |
|         | سنگ نگاره پیروزی                  | فیروزآباد | شهرستان فیروزآباد، بخش مرکزی، مسیر رودخانه تنگاب                                                                                        |                     |            | دوره ساسانیان                              |                  |
|         | سنگ نگاره تاجگذاری اردشیر         | فیروزآباد | شهرستان فیروزآباد، بخش مرکزی، مسیر رودخانه تنگاب                                                                                        |                     |            | دوره ساسانیان                              |                  |
|         | مناره و شهر دایره ای گور          | فیروزآباد | شهرستان فیروزآباد، بخش مرکزی |                     |            | دوره ساسانیان                              |                  |
|         | رصدخانه شهر گور                   | فیروزآباد | شهرستان فیروزآباد، بخش مرکزی |                     |            | دوره ساسانیان                              |                  |
|         | حمام قدیمی ساسانیان               | فیروزآباد | شهرستان فیروزآباد، بخش مرکزی،شهر گور |                     |            | دوره ساسانیان                              |                  |
|         | قبرستان قدیمی بابانجم             | فیروزآباد | شهرستان فیروزآباد، بخش مرکزی، روستای بابانجم                                                                                            |                     |            | دوره قاجار                                 |                  |
|         | امامزاده خرقه                     | فیروزآباد | شهرستان فیروزآباد، بخش مرکزی |                     |            | سده 7 ه.ق                                  |                  |